# 1996 год в науке
В 1996 году были различные научные и технологические события, некоторые из которых представлены ниже.

## События
- 4 апреля — полное лунное затмение в экваториальной зоне Земли (фаза 1,38)[1].
- 17 апреля — частное солнечное затмение (максимальная фаза 0,8799)[2].
- 5 июля — клонирование овечки Долли.
- 26 сентября — создана первая российская поисковая система «Rambler».
- 27 сентября — полное лунное затмение в экваториальной зоне Земли (фаза 1,23)[1].
- 27 октября — частное солнечное затмение (максимальная фаза 0,7575)[3].
- 21 ноября — проведение в ООН первого Всемирного телевизионного форума, с 1997 года Всемирный день телевидения.

## Открытия

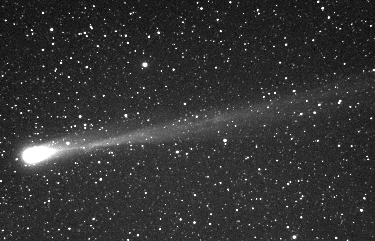
Комета Хякутакэ при её максимальном сближении с Землёй 25 марта 1996 года

- 30 января — японским астрономом-любителем Юдзи Хякутакэ (яп. 百武裕司) открыта долгопериодическая комета C/1996 B2 (Хякутакэ).

## Новые виды животных
- Животные, описанные в 1996 году

## Награды
- Нобелевская премия

Фуллерен С_{60}

  - Физика — Дэвид Ли, Дуглас Ошеров и Роберт Ричардсон — «За открытие сверхтекучести гелия-3».
  - Химия — Роберт Кёрл, Харолд Крото и Ричард Смелли — «За открытие фуллеренов».
  - Медицина и физиология — Питер Доэрти, Рольф Цинкернагель — «За открытия в области иммунной системы человека, в частности её способности выявлять клетки, поражённые вирусом».

- Премия Бальцана
  - Метеорология — Арнт Элиассен (Норвегия).
  - История средневековой культуры: Арно Борст (Германия).
  - Человечество, мир и братство между народами: Международный комитет Красного креста.
  - Политология современных международных отношений: Стенли Хофман (Австрия — США).

- Информатика
  - Премия Тьюринга
    - Амир Пнуэли — за плодотворную работу по внедрению темпоральной логики в вычислительные науки, и за выдающийся вклад в верификацию программ и систем.

  - Премия Кнута
    - Эндрю Яо.

- Большая золотая медаль имени М. В. Ломоносова
  - Николай Николаевич Красовский — за выдающиеся достижения в области математической теории управления и теории дифференциальных игр.
  - Фридрих Хирцебрух (профессор, Федеративная Республика Германия) — за выдающиеся достижения в области алгебраической геометрии и алгебраической топологии.

- Международная премия по биологии
  - Рюдзо Янагимати — биология воспроизведения.

## Скончались
- 26 января — Михаил Фёдорович Решетнёв, советский конструктор, академик, руководитель разработок десятков космических систем.
- 13 августа — Ричард М. Гудвин[англ.] (1913—1996), американский математик и экономист.